# Schizaea fistulosa
Schizaea fistulosa är en ormbunkeart som beskrevs av Jacques-Julien Houtou de La Billardière. Schizaea fistulosa ingår i släktet Schizaea och familjen Schizaeaceae. Inga underarter finns listade.